# Résolution 1284 du Conseil de sécurité des Nations unies
Membres permanents
- Chine
- États-Unis
- France
- Royaume-Uni
- Russie

Membres non permanents
- Argentine
- Bahrain
- Brésil
- Canada
- Gabon
- Gambie
- Malaisie
- Namibie
- Pays-Bas
- Slovénie

Résolution no 1283 Résolution no 1285
La résolution 1284 du Conseil de sécurité des Nations unies fut adoptée le 17 décembre 1999. Après avoir rappelé les précédentes résolutions pertinentes sur l'Irak, notamment les résolutions 661 (de 1990), 687 (de 1991), 699 (en) (de 1991), 707 (en) (de 1991), 715 (en) (de 1991), 986 (de 1995), 1051 (de 1996), 1153 (de 1998), 1175 (de 1998), 1242 (de 1999) et 1266 (en) (de 1999), le Conseil a créé la Commission de contrôle, de vérification et d'inspection des Nations unies (COCOVINU) en remplacement de la Commission spéciale des Nations unies. (UNSCOM). Ce fut la dernière résolution adoptée en 1999.
La résolution 1284 a été adoptée par 11 voix contre zéro, et quatre abstentions de la Chine, de la France, de la Malaisie et de la Russie. L'Irak a rejeté la résolution, d'autant plus qu'elle ne remplissait pas les conditions de levée des sanctions imposées en 1990. Malgré son adoption, la résolution n’a pas conduit au retour des inspecteurs en armement des Nations unies ni à des changements dans le programme humanitaire.

## Résolution

### Observations
Le Conseil de sécurité a rappelé les dispositions de la résolution 715 qui approuvait les plans du secrétaire général et du directeur général de l'Agence internationale de l'énergie atomique (AIEA) pour le contrôle et la vérification continus futurs du programme d'armement de l'Irak. Il a rappelé l’objectif visant à ce que le Moyen-Orient soit exempt d’armes de destruction massive et à une interdiction mondiale de l’utilisation des armes chimiques. En outre, il est préoccupé par la situation humanitaire en Irak et par le fait que tous les biens et les réfugiés du Koweït ne soient pas rentrés. L’Irak a fait des progrès pour se conformer à la résolution 687, mais les conditions ne sont pas encore réunies pour que le Conseil lève les interdictions énoncées dans cette résolution.

### Sections
La résolution 1284 était divisée en quatre sections, toutes promulguées en vertu du chapitre VII de la Charte des Nations unies, qui rendait les dispositions juridiquement exécutoires.

#### A
Dans la première partie de la résolution, le Conseil de sécurité a créé la COCOVINU qui assumerait les responsabilités de la Commission spéciale. Il a exigé que l’Irak autorise la COCOVINU à accéder immédiatement, sans condition et sans restriction à une zone, une installation, un équipement, des documents ou une personne donnés. Le Secrétaire général Kofi Annan a été prié de nommer un président de la COCOVINU dans les 30 jours. La remise d'un plan d'organisation de la commission a été demandé dans les 45 jours, tandis que la COCOVINU et l'AIEA ont été invitées à élaborer un programme de travail pour l'accomplissement de leur mandat dans les 60 jours suivant le début de leurs travaux. L'Irak serait responsable des coûts des deux.

#### B
La section B traitait du rapatriement des ressortissants koweïtiens et de pays tiers d'Irak, le Conseil a rappelé à l'Irak de coopérer avec le Comité international de la Croix-Rouge à cet égard. Le secrétaire général a été prié de faire un rapport tous les quatre mois sur les progrès accomplis dans le rapatriement des ressortissants koweïtiens ou de pays tiers (ou de leurs restes), et tous les six mois sur la restitution des biens koweïtiens et des archives nationales.

#### C
Les pays ont été autorisés à importer une quantité illimitée de pétrole et de produits pétroliers d'Irak conformément au programme pétrole contre nourriture établi dans la résolution 986, où il y avait auparavant une limite sur les importations. Le Comité créé par la résolution 661 a été prié de nommer un groupe d'experts pour approuver les contrats visant à accélérer les exportations irakiennes de pétrole et de produits pétroliers. Pendant une période initiale de six mois, le Conseil a suspendu les mesures relatives aux paiements effectués par l’Irak de 10 millions de dollars au titre des pertes et dommages subis par le Koweït à la suite de son invasion par l’Irak.
Le secrétaire général a été prié de maximiser les avantages des dispositions énoncées dans la résolution 986, notamment le renforcement du programme d’aide humanitaire en faveur du peuple irakien, et de fournir des comptes rendus quotidiens sur le compte séquestre. Le Conseil de sécurité a en outre décidé que les vols de pèlerinage du Hajj étaient exclus des dispositions des résolutions 661 et 670 (en). Il a également demandé à l'Irak de veiller à ce que toutes les fournitures de secours soient correctement distribuées, en particulier aux groupes vulnérables, et de poursuivre les travaux de déminage. En outre, il a été demandé au secrétaire général de créer un groupe d’experts pour déterminer comment la production pétrolière irakienne pourrait être augmentée, par exemple en faisant appel à des sociétés pétrolières étrangères.

#### D
La résolution concluait avec la déclaration du Conseil indiquant que si l'Irak se conformait aux résolutions de la COCOVINU, de l'AIEA et du Conseil de sécurité, il suspendrait l'interdiction d'importer des biens et produits originaires d'Iraq et les interdictions de vendre, fournir et livrer des produits civils et produits en Irak, à l'exclusion des exceptions décrites dans la résolution 687 pour une période de 120 jours. Si l’Irak ne coopérait pas, les interdictions seraient réimposées cinq jours après la réception des rapports du président exécutif de la COCOVINU et du directeur général de l’AIEA.